# 1691
Cette page concerne l'année 1691  du calendrier grégorien.
L'année 1691 est une année commune qui commence un lundi.

## Événements
- 10 février : Aurangzeb autorise la Compagnie anglaise des Indes orientales à commercer dans le Bengale contre une redevance annuelle[1].

- Mai, Mongolie : les princes khalkhas décident à la diète de Dolon Nor d’adopter la nationalité mandchoue et adoptent le régime des ligues et bannières. L’empereur Qing reçoit leur soumission en présence du Bogdo Gegen. Il n’y a plus de Mongolie indépendante jusqu’en 1911[2].

- 1er juin, Afrique du Sud : Simon van der Stel devient le premier gouverneur de la colonie du Cap (fin le 11 février 1699)[3].

- 14 juillet, Andrinople : début du sultanat ottoman d'Ahmet II (fin en 1695)[4].

- Après avoir pris Larache en 1689, les Marocains prennent Asilah aux chrétiens[5], mais ne peuvent chasser les Portugais de Mazagan et les Espagnols de leurs présides de Ceuta, de Melilla, d'Alhucemas et Vélez[6].
- Révolte des Jats menés par Churaram en Inde[7].

- Un tremblement de terre détruit la ville d'Azua à Hispaniola[8].

### Amérique
- 21 janvier : bataille de la Sabana Real ou bataille de la Limonade à Saint-Domingue, entre un corps expéditionnaire espagnol et les Français. Le gouverneur De Cussy est tué et Guarico est mis à sac[9].
- Janvier :  le jésuite italien Eusebio Kino arrive en Arizona où il fonde une mission chez les Pima, à Tumacacori (aujourd'hui dans le comté de Santa Cruz)[10].

- 19 mars : reddition de Jacob Leisler[11].
- Avril : loi de Virginie condamnant au bannissement tout individu blanc libre qui se serait marié avec un nègre, un mulâtre ou un Indien[12].
- 16 mai : exécution de Jacob Leisler à New York pour trahison[11].
- 11 août : un raid anglais mené par le major Peter Schuyler, avec 300 miliciens et Iroquois, est repoussé à Laprairie[13].
- 7 octobre : octroi de la charte dite de Guillaume et de Marie, ou charte provinciale, réunissant la colonie de la baie du Massachusetts, la colonie de Plymouth, la province du Maine, et la Nouvelle-Écosse (jusqu'en 1696) sous le nom de province de la baie du Massachusetts[14].

- Révolte des noirs à Haïti[15].

### Europe
- Mars à juin : série d’autodafés à Majorque (7 mars, 1er mai, 6 mai, 2 juin) après la découverte d’une synagogue secrète en 1678. 37 personnes sont brûlées pour crypto-judaïsme. Les 300 familles de conversos de l’île sont traitées avec mépris (chuetas) et doivent résider dans le ghetto (calle) jusqu’en 1782[16].
- 12 mars : les troupes françaises de Catinat franchissent le Var et envahissent le comté de Nice[17].

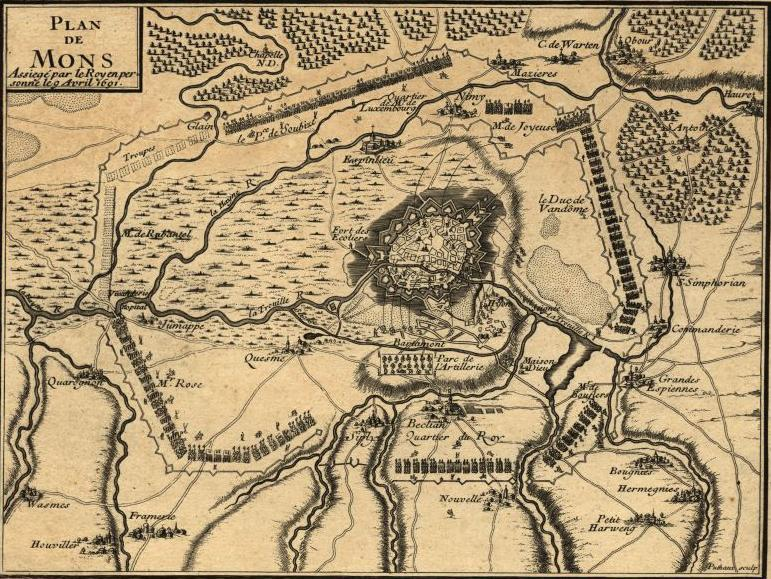
8 avril : Siège de Mons.

- 15 mars - 8 avril : siège et prise de Mons par Luxembourg en présence du roi de France[18].
- 26 mars : capitulation de Nice, assiégée par Catinat[17].
- 3 avril : capitulation du château de Nice ; la France occupe la ville jusqu'au traité de Turin de 1696[17]. Louis XIV prend le titre de comte de Nice le Sénat, les Consuls et le magistrats de la ville lui prêtent serment de fidélité le 27 mai[19].
- 30 mai - 9 juin : Catinat prend Avigliana et Carmagnola en Piémont[18].
- 4 juin : le duc de Boufflers bombarde Liège[20] par ordre de Louis XIV, à la suite de la déclaration de guerre du prince-évêque d'Elderen en avril 1689.
- 12 - 28 juin : échec du siège de Coni par les Français ; Catinat doit abandonner Carmagnola en octobre et doit évacuer Saluces et les plaines du Piémont et se tourne vers la Savoie[18].
- 24 juin : démission du comte d’Oropesa (es), qui exerce la fonction de premier ministre depuis 1685 en Espagne[21].
- 25 juin - 14 août : campagne du Large de Tourville[22].

- 12 juillet : début du pontificat d'Innocent XII (fin en 1700). Pape dévot et charitable, il réconciliera le Vatican avec Louis XIV et l’Église de France[23].
- 17 juillet : décret imposant la réduction de la bureaucratie en Espagne, réforme préparée par le comte d’Oropesa[24] ; les fonctionnaires jugés inutiles sont renvoyés avec un demi-traitement[25].
- 22 juillet (12 juillet du calendrier julien) : victoire des troupes de Guillaume d'Orange sur les jacobites à Aughrim en Irlande[18].

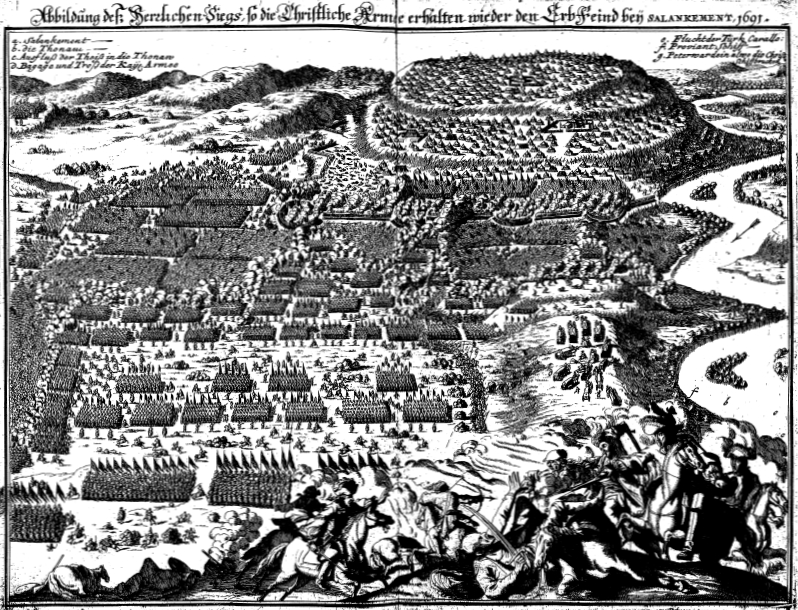
19 août : bataille de Slankamen.

- 19 août, deuxième guerre austro-turque : victoire des forces armées autrichiennes et prussiennes contre les armées ottomanes à la bataille de Slankamen. Mort du vizir Fazıl Mustafa Köprülü[26].

- 12 septembre : mort de Jean-Georges III de Saxe. Son fils Jean-Georges IV de Saxe devient électeur de Saxe et margrave de Misnie[27].
- 18 septembre : victoire de Luxembourg sur le prince de Waldeck à la bataille de Leuze, près de Tournai[28].
- 24 septembre : incendie de Waremme par les troupes de Louis XIV[20].

- 13 octobre (3 octobre du calendrier julien) : la révolte irlandaise prend fin avec le traité de Limerick. Les derniers insurgés irlandais, commandés par Sarsfield capitulent à Limerick. Plus de 12 000 Irlandais doivent s’exiler en France (les Oies sauvages), tandis que les protestants reçoivent l’intégralité du pouvoir politique, économique et social[29]. Les catholiques ne peuvent détenir ni armes ni chevaux, et les mariages mixtes anglo-irlandais sont interdits.

- 17 novembre - 21 décembre : siège et prise de la citadelle de Montmélian par les troupes françaises de Catinat[28].
- 4 décembre : Diploma Leopoldinum minus garantissant les libertés de la Transylvanie. Les privilèges des trois Nations sont confirmés et l’administration du pays est confié à un gouverneur choisit parmi la noblesse locale. La Transylvanie réintègre la monarchie autrichienne[30].

## Naissances en 1691
- 23 janvier : Jacques-Guillaume Van Blarenberghe, peintre français († 1er mai 1742).
- 2 juin : Niccoló Nasoni, peintre baroque italien († 30 août 1773).
- 17 juin : Giovanni Paolo Panini, peintre baroque italien († 21 octobre 1765).
- 3 septembre : Arthur Onslow, homme d'État britannique († 17 février 1768).
- Date précise inconnue :
  - Agostino Masucci, peintre italien († 19 octobre 1758).
  - Litterio Paladino, peintre italien († 1743).
  - Park Mun-su, fonctionnaire du gouvernement du roi Yeongjo de la dynastie Joseon de Corée († 1756).

## Décès en 1691
- 13 janvier : George Fox, fondateur de la communauté des Quakers (° juillet 1624).
- 19 janvier : Giacinto Brandi, peintre baroque italien (° 1621).
- 23 avril : Jean-Henri d'Anglebert, claveciniste et compositeur français (° 1er avril 1629).
- 23 mai : Adrien Auzout, astronome et physicien français (° 28 janvier 1622).
- 23 juin : Soliman II, sultan de l'Empire ottoman[4] (° 15 avril 1642).
- 16 juillet : François Michel Le Tellier de Louvois, homme d'État français, ministre de Louis XIV (° 18 janvier 1641).
- 14 août : Richard Talbot, comte de Tyrconnel, lord gouverneur catholique d’Irlande de 1687 à 1691 (° 1630).
- 25 août : Jan Vermeer van Haarlem l'ancien, peintre néerlandais (° 22 octobre 1628).
- 17 septembre : Abraham Hondius, peintre néerlandais (° vers 1631).
- 5 octobre : Paul Mignard, peintre et graveur français (° 27 décembre 1641).
- 19 octobre : Isaac de Benserade, écrivain et dramaturge français (° 15 octobre 1612).
- 7 novembre : Pieter Cornelisz van Slingelandt, peintre néerlandais (° 20 octobre 1640).
- 15 novembre : Albert Cuyp, peintre de paysages, de marines, d'animaux, de natures mortes et portraitiste néerlandais (° 20 octobre 1620).
- 30 décembre : Robert Boyle, physicien et chimiste irlandais (° 25 janvier 1627).
- Date précise inconnue :
  - Margaret Hardenbroeck, marchande néerlandaise (° 1637).
  - Gao Cen, peintre de paysages et dessinateur chinois (° 1621).
  - Goury Nikitine, peintre russe (° 1620).
  - Hubert van Ravesteyn, peintre néerlandais (° 1638).